# رولف ستوملين

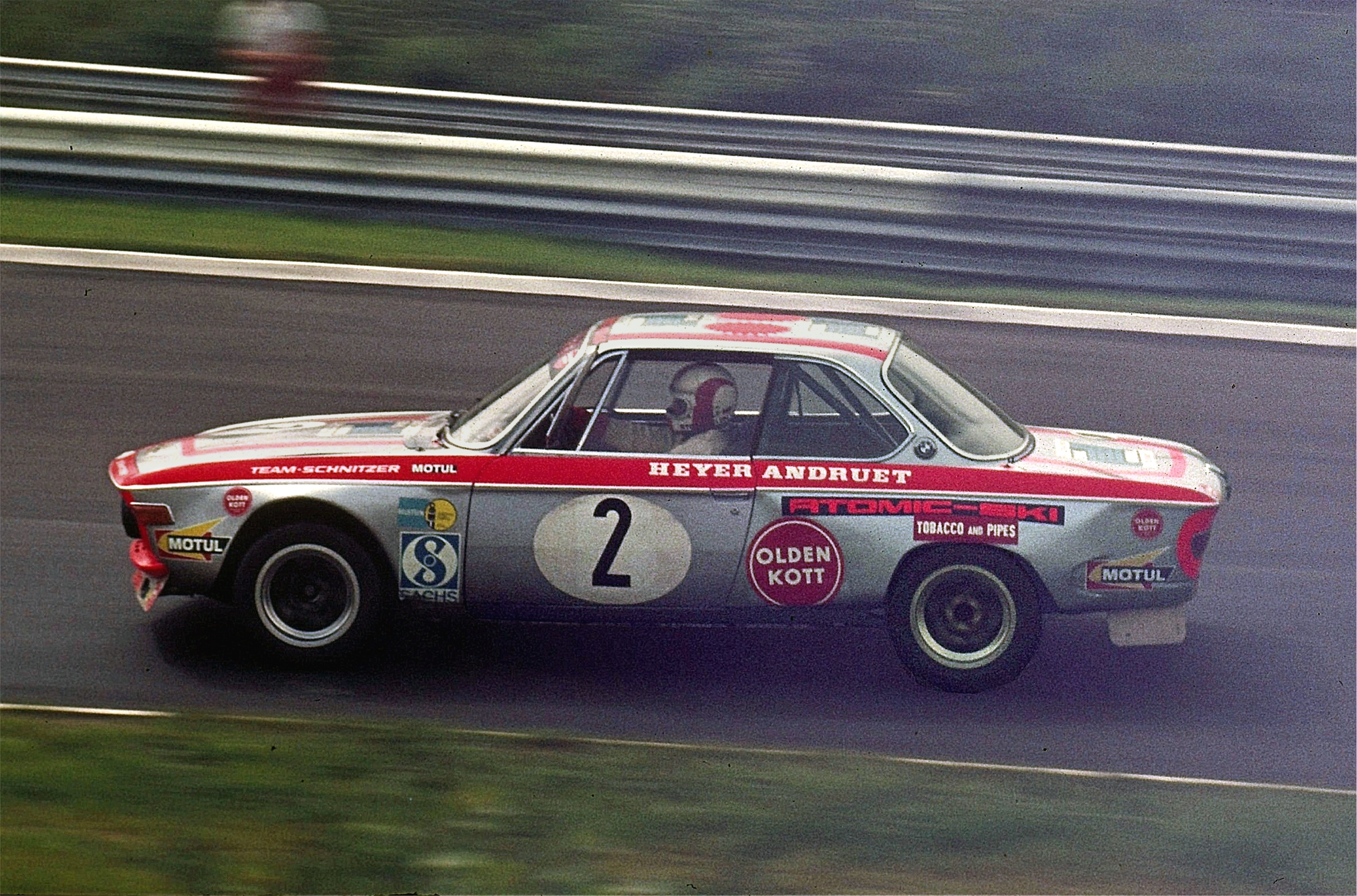
ستوملين على سيارة بي ام دبليو 2800 فريق شنيتزر موتول خلال 6 ساعات من حلبة نوربورغرينغ في عام 1972.

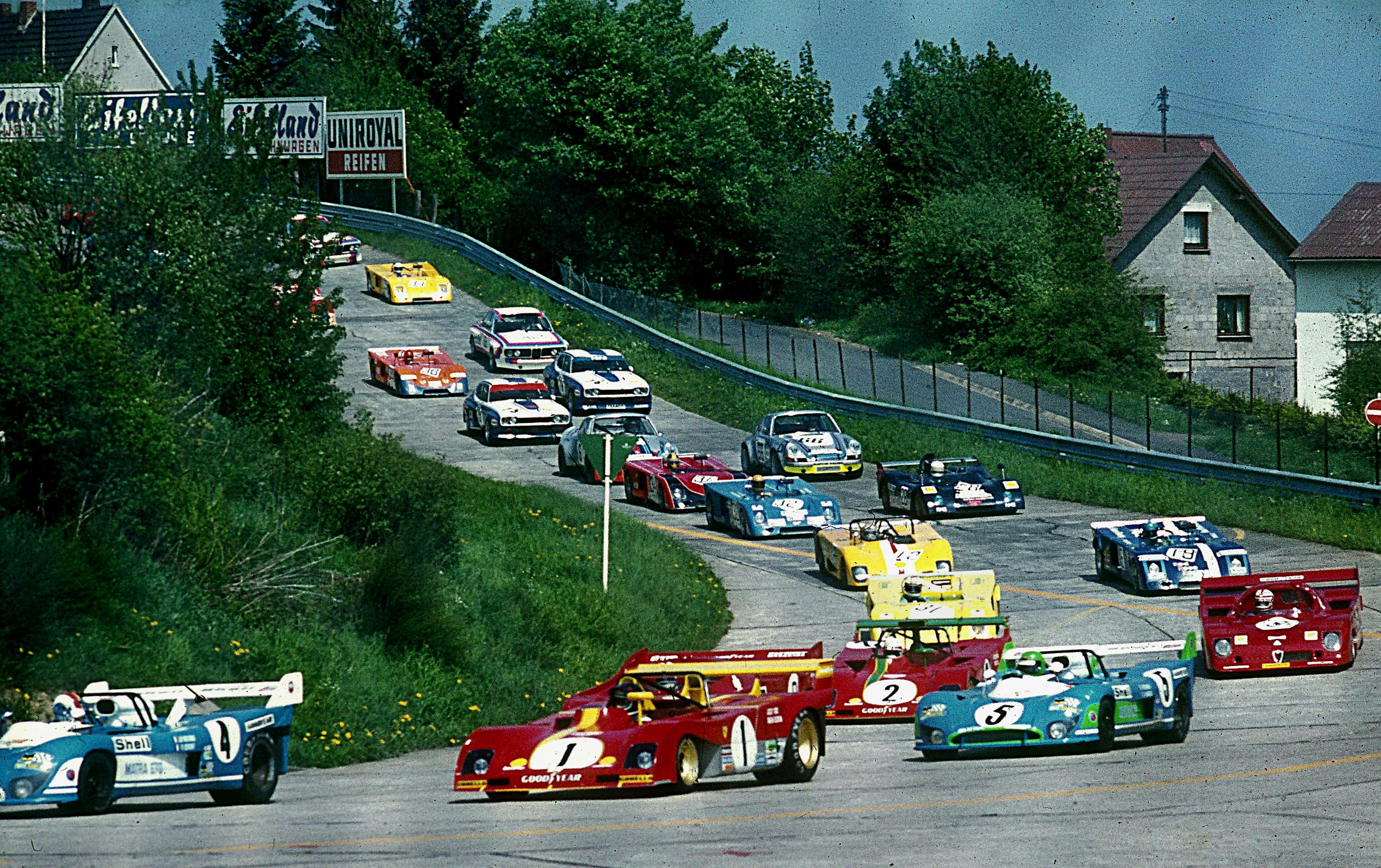
ستوملين على ألفا على مسافة 1000كم من نوربورغرينغ 1973.

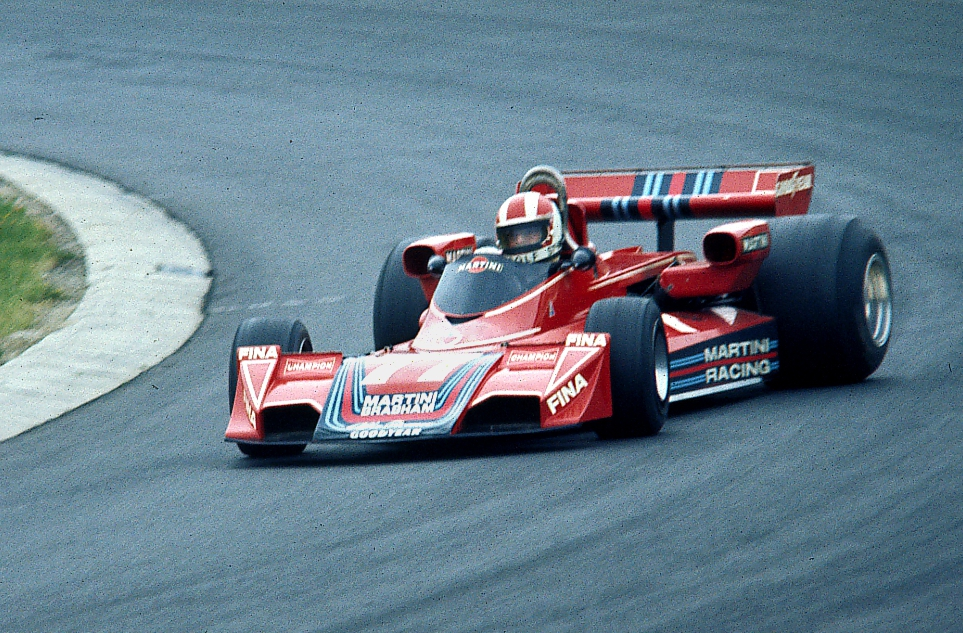
ستوملين على برابهام BT45 في نوربورغرينغ في عام 1976.

رولف يوهان ستوملين (رولف يوهان ستوملين) كان سائق سباقات ألماني من مواليد في سيجن وتوفي في حادث سباق في في ريفرسايد. لقد كان سائقًا معروفًا بقدرته على التحمل، وكان يقود بشكل أساسي سيارات بورش. كما شارك في 53 سباق الجائزة الكبرى لبطولة العالم للفورمولا واحد بين عامي 1970و1978، وسجل 14 نقطة وصعد إلى منصة التتويج.

## السيرة الرياضية
بدأ رولف ستوملين رياضة السيارات في عام 1964 في التحمل على عجلة القيادة في سيارته، وهو الطراز الذي سمح له أيضًا بالمنافسة في تسلق التلال حتى عام 1966، والحصول على ثلاثة مراكز ثانية في رينسبورت مايسترشافت دويتشه.وهكذا جذب تدريجياً أنظار فريق بورشه الرسمي الذي عينه للمنافسة في سباق لومان 24 ساعة عام 1966 حيث احتل المركز السابع. مع مصنع بورش 910، حقق أول فوز كبير له في نسخة 1967 من تارجا فلوريو مع بول هوكينز.